# 1956 chez Disney
Cet article présente la liste des évènements de la Walt Disney Productions ayant eu lieu en 1956.

## Événements

### Février
- 24 février 1956, Sortie du Donald Duck Chips Ahoy[1]

### Mars
- 24 mars 1956, Ouverture de l'attraction Astro Jets à Disneyland[2]
- 25 mars 1956, Naissance de Matthew Garber en Angleterre, acteur dans Mary Poppins[3]

### Avril
- 26 avril 1956, Sortie du Nicomède Humphrey va à la pêche[4]

### Mai
- 10 mai 1956, Lancement de la chaîne KFRE-TV à Fresno affiliée à CBS[5]. (future KFSN-TV d'ABC)

### Juin
- 1er juin 1956, Ouverture de l'ensemble Rainbow Ridge/Caverns/Mountain à Disneyland avec Rainbow Ridge Pack Mules, Rainbow Caverns Mine Train et Rainbow Mountain Stage Coach[6]
- 16 juin 1956, Ouverture de l'attraction Tom Sawyer Island à Disneyland[6],[7]
- 23 juin 1956, Ouverture de l'attraction Skyway à Disneyland[8]

### Juillet
- 2 juillet 1956, Ouverture de l’attraction Rainbow Caverns Mine Train à Disneyland[6]
- 4 juillet 1956, Ouverture de l'attraction Indian War Canoes à Disneyland[9]
- 8 juillet 1956, Sortie du Donald Duck How to Have an Accident in the Home[10]
- 18 juillet 1956
  - Sortie du court métrage Jack and Old Mac[11]
  - Sortie du film Davy Crockett et les Pirates de la rivière[12]
- 27 juillet 1956, Sortie du Nicomède In the Bag[13]

### Août
- 22 août 1956, Ouverture de l'attraction Carefree Corner à Disneyland[14]

### Novembre
- 6 novembre 1956, Sortie du court métrage A Cowboy Needs a Horse[15]
- 6 novembre 1956, Sortie du film Les Secrets de la vie de la série True-Life Adventures[16],[17]

### Décembre
- 20 décembre 1956 : Sortie du film Sur la piste de l'Orégon aux États-Unis[18],[19]